# Marché-Allouarde
Marché-Allouarde é uma comuna francesa na região administrativa de Altos da França, no departamento de Somme. Estende-se por uma área de 2,07 km². Em 2010 a comuna tinha 52 habitantes (densidade: 25,1 hab./km²).